# Округ Грин (Алабама)
Округ Грин (енгл. Greene County) је округ у америчкој савезној држави Алабама. По попису из 2010. године број становника је 9.045. Седиште округа је град Јуто.

## Демографија
Према попису становништва из 2010. у округу је живело 9.045 становника, што је 929 (9,3%) становника мање него 2000. године.
| Група             | 2000.         | 2010.         |
| Белци             | 1.898 (19,0%) | 1.562 (17,3%) |
| Афроамериканци    | 8.013 (80,3%) | 7.370 (81,5%) |
| Азијати           | 8 (0,1%)      | 15 (0,2%)     |
| Хиспаноамериканци | 58 (0,6%)     | 69 (0,8%)     |
| Укупно            | 9.974         | 9.045         |